# 东地中海地区
东地中海地区指的是位于地中海东部（黎凡特海）的西亚 地区，包括叙利亚（黎凡特）地区、塞浦路斯、安纳托利亚和埃及。更为广泛的定义可能还包括 欧洲东南部的土耳其的欧洲部分（东色雷斯）、希腊和阿尔巴尼亚。该地区的各个民族拥有共同的美食传统、风俗习惯和悠久而相互交织的历史 。 

## 地区
东地中海地区通常有两种理解方式： 

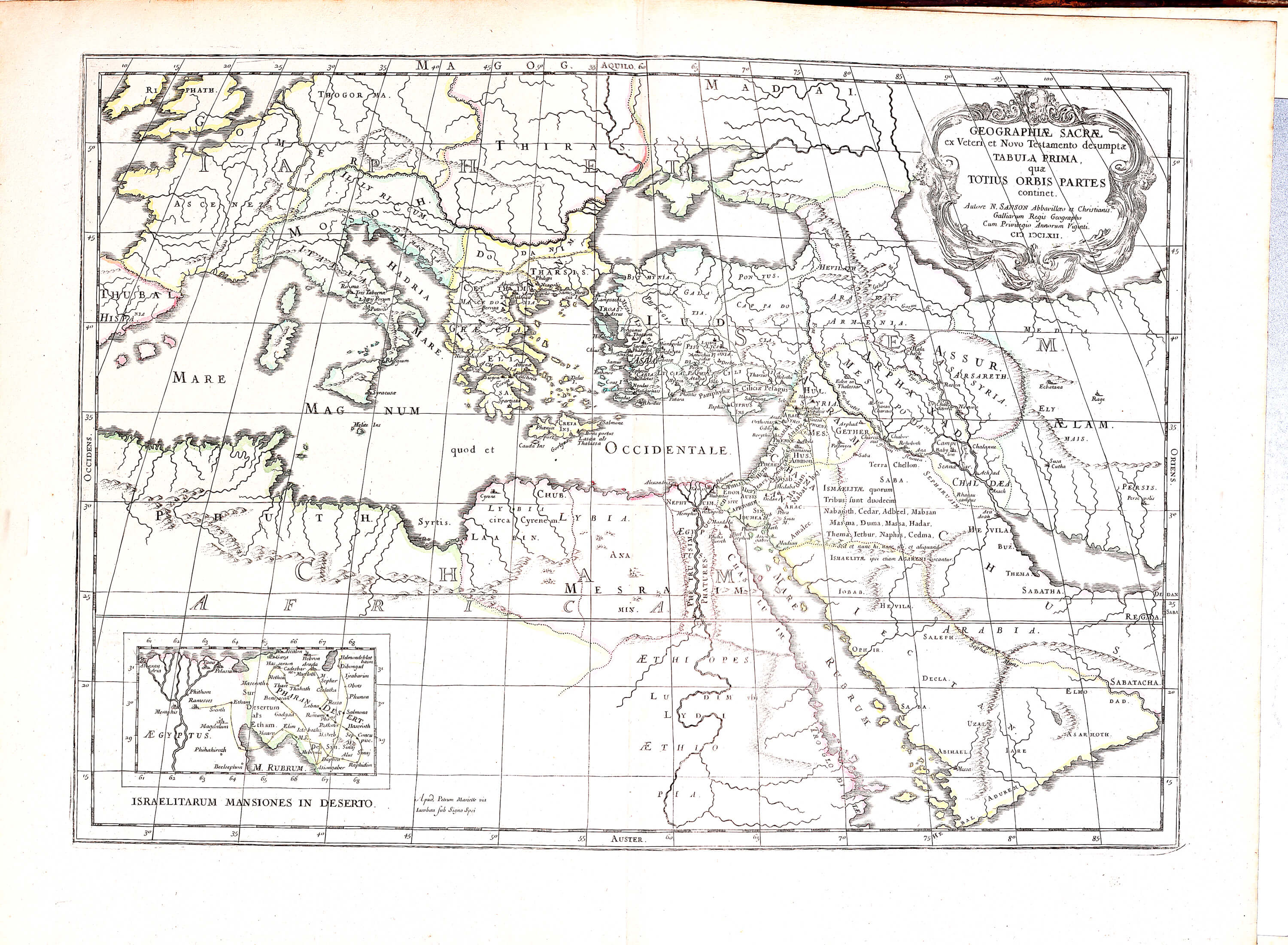
尼古拉斯·桑森，1651年的东地中海地图。

- 更广义上的黎凡特，包括狭义上的黎凡特以及历史上与其紧密联系的相邻地区，即阿尔巴尼亚、希腊和埃及。
- 叙利亚地区与塞浦路斯岛（也称为黎凡特）以及土耳其 ，该定义仅限于西亚。

## 国家
东地中海的国家和地区包括塞浦路斯、希腊、阿尔巴尼亚、黎巴嫩、叙利亚、以色列、约旦、土耳其、埃及和以色列  。东北地中海一词所指的国家有时可能包括波斯尼亚和黑塞哥维那、保加利亚、克罗地亚、希腊（通常包括在东地中海国家之内）、斯洛文尼亚、北马其顿、塞尔维亚、科索沃、黑山、罗马尼亚和乌克兰 。 